# Шахматные фигуры Карла Великого
Шахматные фигуры Карла Великого — группа шахматных фигур, относящихся к XI веку, сделанных из слоновой кости, которые сейчас находятся в Кабинете медалей Национальной библиотеки Франции. В 1598 году в наборе было 30 предметов, но после Французской революции сохранилось только 16 предметов. После шахматных фигур с острова Льюис этот набор считается второй по важности коллекцией средневековых шахматных фигур в мире. Это один из наиболее хорошо сохранившихся наборов фигурок Средневековья. В наборе отсутствуют 15 пешек и ладья, поскольку полный шахматный набор состоит из тридцати двух фигур, включая шестнадцать пешек.

## История
Легенда о наборе гласит, что эти шахматные фигуры были подарены Карлу Великому халифом Харуном ар-Рашидом, который был заядлым шахматистом. Однако они были сделаны как минимум на два столетия позже этого. Шахматный набор был впервые упомянут в книге анекдотов о жизни Карла Великого 880-х годов Ноткером Заикой, который описывает миссию, отправленную Харуном ар-Рашидом Карлу Великому в 802 году, и приводит список подарков, посланных халифом, который включал в себя фигуру слона и набор шахматных фигур. Если бы эта история была правдой, это было бы свидетельством того, что в Европе в шахматы начали играть на столетия раньше, чем считалось ранее. Хотя в франкских анналах сообщается о прибытии слона по имени Абу-ль-Аббас, о шахматных фигурах не упоминается, поэтому маловероятно, что Карл Великий знал игру в шахматы. По другой версии, игра была подарком византийской императрицы Ирины Афинской, что также не соответствует их дате.
По оценкам, набор был изготовлен между 1050 и 1100 годами в Салерно. По словам одного историка шахмат, «тот факт, что эти предметы представляют собой фигуральные изображения людей и животных, а не абстрактные исламские рисунки, также предполагает, что они были сделаны в Европе, а не импортированы откуда-то из Халифата». Различные теории касаются первоначальных владельцев набора. Возможно, он был создан для Роберта Гвискара, или даже для Григория VII. Также предполагалось, что это был подарок французскому королю Филиппу II или Филиппу III. С XIII по XVIII века набор находился в сокровищнице Сен-Дени в аббатстве Сен-Дени недалеко от Парижа. В 1598 году набор был инвентаризирован как набор из 30 предметов. В 1625 году набор впервые был связан с Карлом Великим в отчёте по истории аббатства.
Во время Французской революции, когда имущество духовенства было конфисковано, только 16 из 30 экспонатов сохранились и хранились в Кабинете медалей Национальной библиотеки с 1794 года.

## Описание
Все шахматные фигуры вырезаны из блоков слоновой кости высотой до 15 см, а короли весят почти 1 кг. На некоторых фигурках также имеются следы красной краски. Человеческие фигуры одеты и вооружены в норманнском стиле, как изображено на гобелене из Байё. Таким образом, фигуры принадлежат нормандско-сицилийскому стилю, который сочетает в себе европейский, арабо-исламский и византийский художественные стили. Большая фигура слона — Слон Карла Великого — когда-то рассматривался как часть набора, но теперь считается отдельной фигурой, возможно, даже не игровой.